# Antagonist
Antagonist je literarni lik, ki je predstavljen kot glavni sovražnik protagonista.
Ni nujno, da ima vsaka zgodba antagonista, kot tudi ni nujno, da ima antagonist zlobno naravo. Antagonist se uporablja kot sredstvo za zapletanje, da se protagonistu postavljajo konflikti, ovire ali izzivi. Čeprav antagonist ni potreben v vsaki zgodbi, se v igrah pogosto uporablja za povečevanje dramatičnosti. V tragedijah so antagonisti pogosto vzrok protagonistovega glavnega problema ali pa ti vodijo skupino likov proti protagonistu, v komedijah pa so običajno odgovorni za vključitev protagonista v komične situacije.